# Jinbei (vêtement)
 (juin 2017).
Si vous disposez d'ouvrages ou d'articles de référence ou si vous connaissez des sites web de qualité traitant du thème abordé ici, merci de compléter l'article en donnant les références utiles à sa vérifiabilité et en les liant à la section « Notes et références ».

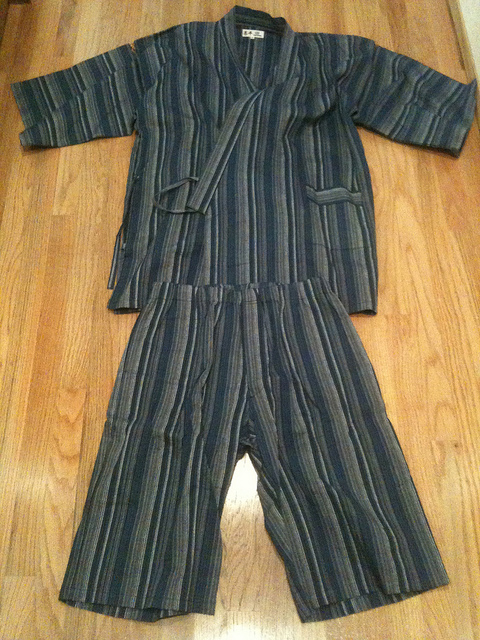
Un ensemble complet de jinbei.

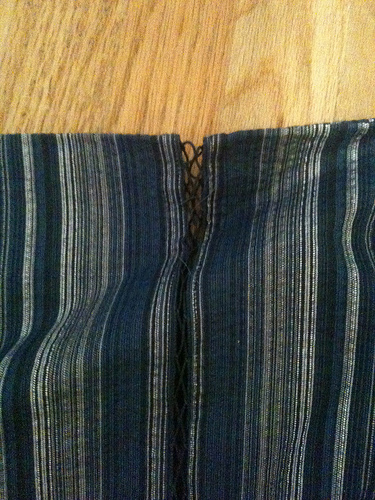
À l'épaule, le tissage du jinbei est très lâche.

Le jinbei (甚平), aussi connu sous le nom de jinbē (甚兵衛) ou hippari (ひっぱり), est un vêtement traditionnel japonais porté par les hommes, les femmes, les enfants et les bébés durant l'été.
Le jinbei pour femmes s'est popularisé ces dernières années[Quand ?].

## Usage

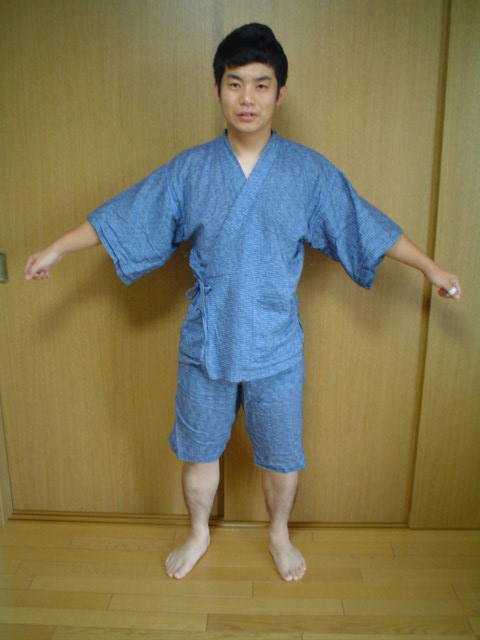
Un Japonais portant un jinbei.

Le jinbei est généralement porté en tant que vêtement de nuit ou vêtement d'intérieur. Les hommes tendent à ne le porter que dans leur propre maison ou bien à l'extérieur à proximité immédiate de leur habitation (par exemple : pour aller chercher le courrier). Il n'est pas rare d'observer des hommes en jinbei faire leurs courses ou dîner au restaurant non loin de leur résidence.
Parfois, le jinbei est porté en lieu et place du yukata, un léger kimono d'été porté à la fois par les hommes et par les femmes, pendant les fêtes estivales, plutôt par les hommes et les garçons et un nombre grandissant de femmes.
Le jinbei féminin est communément plus coloré et décoré, souvent d'estampes de l'iconographie populaire japonaise, s'inscrivant dans une tradition plus large du vêtement japonais.

## Ensemble
Les ensembles de jinbei se composent d'une manière générale d'une veste et d'un pantalon court assortis même si certains se composent d'un haut et d'un pantalon long voire de deux pantalons, l'un court, l'un long, assortis.
Le vêtement traditionnel est généralement fabriqué en chanvre ou en coton et teint d'une couleur uniforme, couramment indigo, bleu ou vert. De plus en plus fréquemment toutefois, le jinbei peut être richement décoré d'imprimés complexes ou floraux colorés.
Le haut se compose d'une veste à manches courtes, parfois sans manches, tombant sur la hanche. Elle se noue à l'intérieur et à l'extérieur en commençant toujours par l'intérieur. La veste se plie vers la droite avant d'être attachée à l'extérieur.
Le textile utilisé pour confectionner le jinbei est tissé de manière lâche afin de faciliter la ventilation pendant les mois chauds sans découvrir le corps.

## Culture japonaise

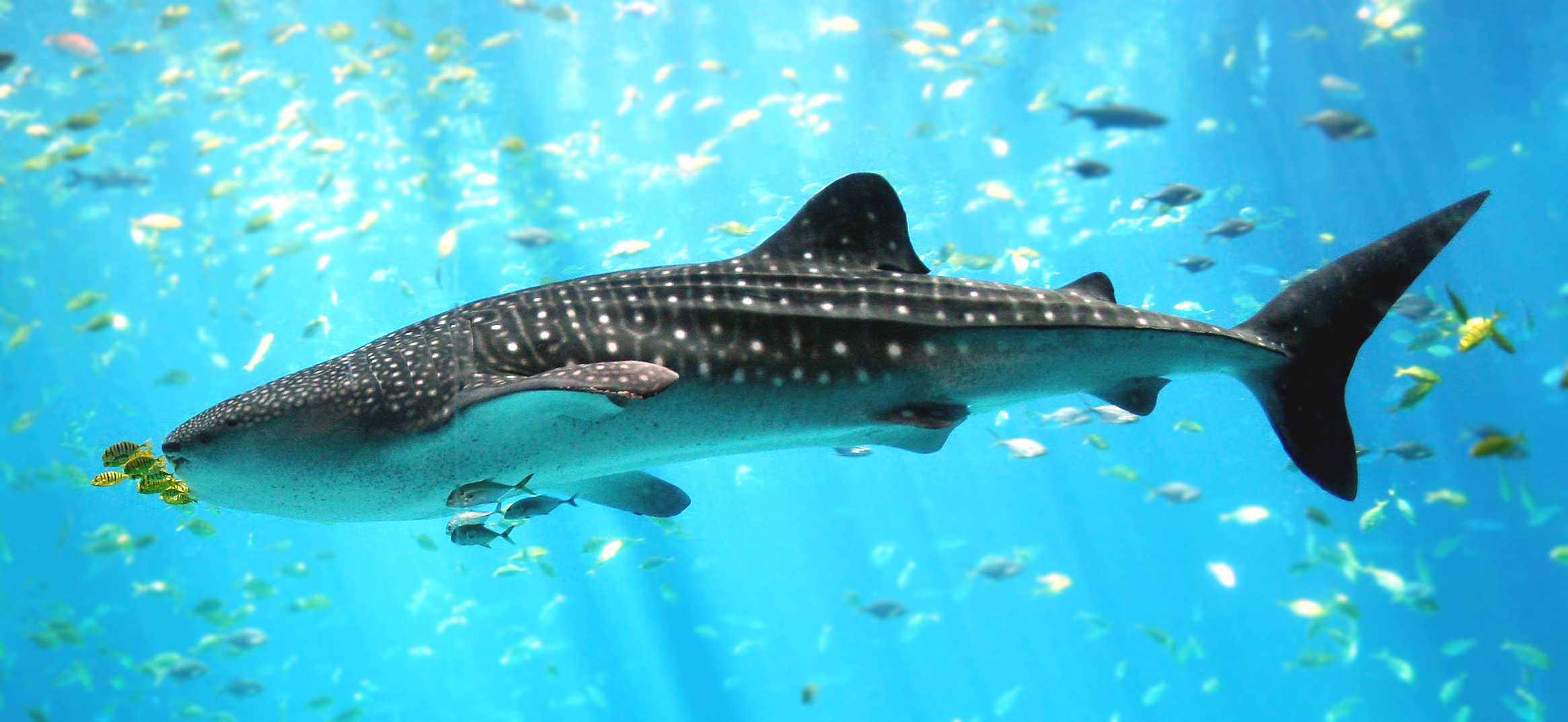
Le requin-baleine est appelé « requin-jinbei » en japonais.

En japonais, le requin-baleine est connu sous le nom de « requin-jinbei » (ジンベイザメ（甚平鮫）, jinbei-zame) ou de « requin-jinbē » (ジンベエザメ《甚兵衛鮫》, jinbē-zame) en raison des motifs sur sa peau qui évoquent ceux des jinbei pour hommes.